# Championnats du monde de roller de vitesse 1996
Navigation
Édition précédente Édition suivante
Les championnats du monde de roller course 1994, ont lieu du 30 août au 9 septembre 1996 à Mirano et Padoue, en Italie.

## Podiums

### Femmes
| Épreuves           | Or                                                      | Argent                                                | Bronze                                               |
| Piste              | Piste                                                   | Piste                                                 | Piste                                                |
| ------------------ | ------------------------------------------------------- | ----------------------------------------------------- | ---------------------------------------------------- |
| 300 m              | Valentina Belloni                                       | Nicoletta Gallessi                                    | Gypsy Tidwell                                        |
| 500 m sprint       | Valentina Belloni                                       | Nicoletta Gallessi                                    | Gypsy Tidwell                                        |
| 1 500 m sprint     | Julie Glass                                             | Theresa Cliff-Ryan                                    | Sandrine Plu                                         |
| 3 000 m Masstart   | Nicoletta Gallessi                                      | Chen Ya-Wen                                           | Theresa Cliff-Ryan                                   |
| 5 000 m à points   | Theresa Cliff-Ryan                                      | Cheryl Ezzell                                         | Rosana Sastre                                        |
| 10 000 m à points  | Cheryl Ezzell                                           | Theresa Cliff-Ryan                                    | Debra Beveridge                                      |
| 5 000 m par équipe | États-Unis Julie Glass Theresa Cliff-Ryan Cheryl Ezzell | Italie Simona Vesprini Tina Bosica Nicoletta Gallessi | France Sandrine Plu Valérie Dieumegard Caroline Jean |
| Route              |                                                         |                                                       |                                                      |
| 300 m              | Valentina Belloni                                       | Nora Vega                                             | Sophie Deschamps                                     |
| 500 m              | Valentina Belloni                                       | Viviana Calle                                         | Eva Maria Richardson                                 |
| 1 500 m            | Anja Decoster                                           | Christina Sanfratello                                 | Sandrine Plu                                         |
| 3 000 m masstart   | Sheila Herrero                                          | Sandrine Plu                                          | Tina Bosica                                          |
| 5 000 m à points   | Sandrine Plu                                            | Antonella Mauri                                       | Theresa Cliff-Ryan                                   |
| 10 000 m           | Antonella Mauri                                         | Sandrine Plu                                          | Theresa Cliff-Ryan                                   |
| Longue distance    |                                                         |                                                       |                                                      |
| 21 097 m           | Sandrine Plu                                            | Cheryl Ezzell                                         | Marcela Caceres                                      |

## Tableau des médailles
- Pays organisateur

| Rang  | Nation     | Or | Argent | Bronze | Total |
| ----- | ---------- | -- | ------ | ------ | ----- |
| 1     | États-Unis | 15 | 8      | 6      | 29    |
| 2     | Italie     | 8  | 7      | 5      | 20    |
| 3     | France     | 2  | 4      | 4      | 10    |
| 4     | Australie  | 1  | 0      | 2      | 3     |
| 5     | Belgique   | 1  | 0      | 1      | 2     |
| 6     | Espagne    | 1  | 0      | 0      | 1     |
| 7     | Colombie   | 0  | 5      | 3      | 8     |
| 8     | Argentine  | 0  | 2      | 6      | 8     |
| 9     | Taïwan     | 0  | 1      | 0      | 1     |
| 9     | Suisse     | 0  | 1      | 0      | 1     |
| 11    | Chili      | 0  | 0      | 1      | 1     |
| Total | Total      | 28 | 28     | 28     | 84    |